# Juurakkojärvi, Lappland
Juurakkojärvi är en sjö i Kiruna kommun i Lappland och ingår i Torneälvens huvudavrinningsområde. Sjön har en area på 0,131 kvadratkilometer och ligger 349,1 meter över havet.

## Delavrinningsområde
Juurakkojärvi ingår i det delavrinningsområde (754677-176104) som SMHI kallar för Mynnar i Lainioälvens vattendragsyta. Medelhöjden är 352 meter över havet och ytan är 15,49 kvadratkilometer. Räknas de 5 avrinningsområdena uppströms in blir den ackumulerade arean 77,45 kvadratkilometer. Saarilompolonjoki som avvattnar avrinningsområdet har biflödesordning 3, vilket innebär att vattnet flödar genom totalt 3 vattendrag innan det når havet efter 332 kilometer. Avrinningsområdet består mestadels av skog (61 procent) och sankmarker (37 procent). Avrinningsområdet har 0,37 kvadratkilometer vattenytor vilket ger det en sjöprocent på 2,4 procent.